# Louis Francœur
Louis Francœur, detto Francœur l'aîné (Parigi, 1692 circa – Parigi, settembre 1745), è stato un violinista e compositore francese.

## Biografia
Ricevette la formazione musicale dal padre Joseph, detto Francœur père (circa 1662-1741), suonatore di basse de violon, componente dal 1706 dei Vingt-quatre Violons du Roi.
Nel 1704 entrò all'orchestra dell'Opéra e nel 1710 prese il posto che era stato di Jean-Baptiste Anet ai Vingt-quatre Violons, divenendone il primo violino nel 1717.
A partire dagli anni '30 e fino alla morte, partecipò frequentemente insieme al fratello François Francœur ai concerti che si tenevano nelle residenze reali: ad esempio, solo nel 1739 suonò in ben 80 di queste esecuzioni. 

Nel 1737 sposò Anne Madeleine Briscolier e ne ebbe due figli, dei quali uno solo sopravvisse, Louis Joseph Francœur (detto Francœur neveu), e divenne anch'esso violinista e compositore.
Louis Francœur pubblicò due libri di sonate per violino e basso continuo, rispettivamente nel 1715 e 1726.